# Deutsche Turnzeitung

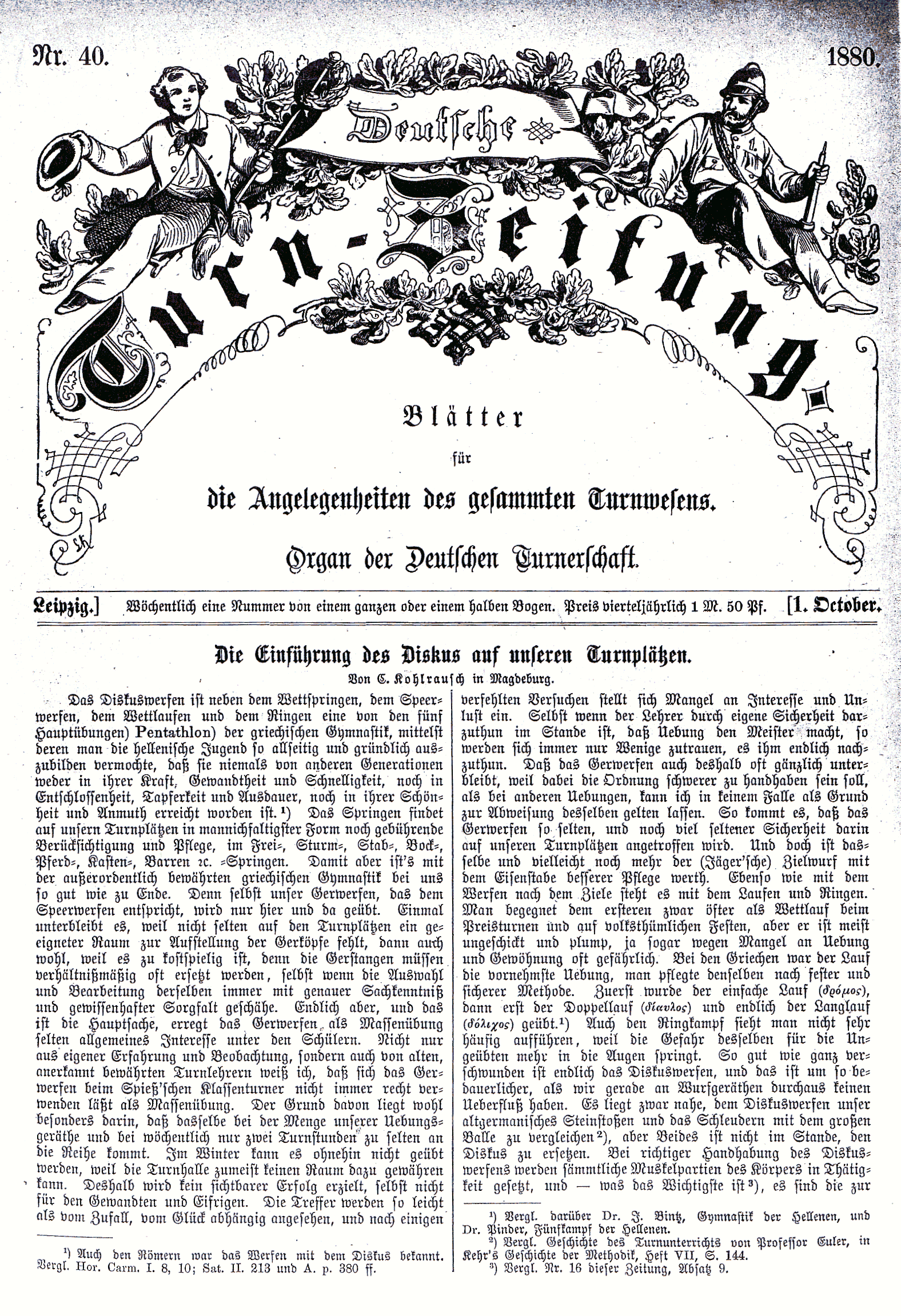
Turn-Zeitung, No. 40, 1880, mit dem Artikel "Die Einführung des Diskus auf unseren Turnplätzen", Christian Georg Kohlrausch, 1851–1934

Die Deutsche Turnzeitung war eine Sportzeitschrift, die erstmals 1856 in Leipzig erschien.

## Anfänge
Die Zeitschrift wurde als Presseorgan des Deutschen Turner-Bundes gegründet und zunächst vom Verleger Ernst Keil herausgegeben. 1858 übernahm Ferdinand Goetz die Redaktion der Zeitung. Die DTZ war zugleich das Organ der Deutschen Turnerschaft.
Sie war das erste bedeutendere Blatt in Deutschland, das sich mit Fragen des Turnens befasste. Die DTZ berichtete umfangreich über regionale, nationale und internationale Turnwettkämpfe, insbesondere in den 1930er Jahren kam eine umfangreiche Bildberichterstattung hinzu.

## Zeit des Nationalsozialismus
In der Zeit des Nationalsozialismus erschien die Wochenzeitschrift bei Limpert sowie später im Deutschen Verlag Berlin. Hauptschriftleiter waren Werner Gärtner, Willi Buch und Walter Hulek, die die Zeitschrift mit einem klaren Bekenntnis zum Nationalsozialismus "politisch" gestalten wollten. Die Auflagenhöhe von zunächst 120.000 ging bis 1938 auf 20.000 Stück zurück. Nachfolger von Gärtner als Hauptschriftleiter wurde Willi Buch, ein fanatischer Antisemit und Anhänger des Deutschen Turner-Bundes.
Mit der Selbstauflösung der Deutschen Turnerschaft 1936 wurde die Zeitschrift zum Reichsfachblatt des Fachamtes 1 und erschien nun in 7 "Landschaftsausgaben". Nach der Vereinigung mit "NS-Sport" wurde die Turnzeitung als Beilage A, die Frauen-Turnzeitung als Beilage B gedruckt.
Kurz vor Ende des Zweiten Weltkriegs (mit der Ausgabe 89/1944) wurde ihr Erscheinen eingestellt.